# C18H24ClNO3
化学式C18H24ClNO3（摩尔质量：337.84 g/mol）可以指：
- 依立洛尔，CAS号：85320-67-8
- SN 35210，CAS号：1450615-41-4

|  | 这个同类索引页列出了具有相同分子式的化学物（即同分異構體）条目。 除非您是有意链接至本页，否则应将相应条目的内部链接指向正确的条目。 |